# Bridges to Babylon
Bridges to Babylon ist ein 1997 veröffentlichtes Musikalbum der Rockgruppe The Rolling Stones. Es ist das 21. Studio-Album der Band.

## Die Aufnahmen
Die ersten Demo-Aufnahmen für das Album entstanden im Sommer 1996 in Zusammenarbeit mit dem Produzenten Don Was. Auch wenn Don Was weiterhin Hauptproduzent der Rolling Stones bleiben sollte, entschloss sich die Band auf Drängen von Mick Jagger, bei der Produktion des Albums mit den Dust Brothers zu arbeiten. Vor allem Keith Richards leistete gegen diese Beteiligung Widerstand. So kamen letztlich nur drei Stücke aus dieser Zusammenarbeit auf das Album. Es sind dies Anybody Seen My Baby?, Saint of Me und Might as Well Get Juiced. Daneben waren weitere Produzenten an den Aufnahmen im Frühjahr 1997 beteiligt.
Im Gegensatz zu vielen anderen Alben der Rolling Stones sind auf Bridges To Babylon nur wenige Songs live eingespielt worden. Dies brachte – nach Aussage von Charlie Watts – zusätzlichen Stress und Spannungen in die Band.

## Veröffentlichung des Albums und der ersten Single
Die Veröffentlichung des Albums und der ersten ausgekoppelten Single (Anybody Seen My Baby?) wurde im Rahmen einer Pressekonferenz unter der Brooklyn Bridge in Manhattan gefeiert. Bei dieser Gelegenheit wurde auch die bis dato größte Tournee der Band angekündigt. Mick Jagger und Keith Richards machten sich einen großen Spaß, indem sie die Frage vieler Journalisten nach der „letzten Rolling-Stones-Tour“ vorwegnahmen. Richards antwortete auf diese, in einem gespielten Interview von Jagger gestellte Frage mit „this and the next five“ sowie mit einem lauten Lachen.

## Plagiatsvorwürfe und Probleme mit dem Video zuAnybody Seen My Baby?
Mit der ersten ausgekoppelten Single Anybody Seen My Baby? und dem dazugehörigen Video gab es auf zweierlei Weise Probleme: Zum einen konnte die Nähe des Refrains zu k.d. langs Constant craving nicht ausgeräumt werden, sodass man sie und ihren Co-Komponisten Ben Mink mit in die Credits aufnahm. Zum anderen führte das Video angesichts seines Inhalts und seiner Spezialeffekte zu Zensur und einer ethischen Debatte vor allem in den USA. Trotzdem war die Single ein Erfolg, vor allem, da der Song von den Radiostationen sehr häufig gespielt wurde.

## Weitere Single-Auskopplungen
Saint of Me war die zweite aus dem Album ausgekoppelte Single. Sie hatte nur mäßigen kommerziellen Erfolg. Im Zeitpunkt der Veröffentlichung der Single waren die Rolling Stones auf ihrer großen "Bridges to Babylon"-Tournee. Dort hatten sie anfangs mit logistischen Problemen zu kämpfen ("where’s that fucking bridge?").
Aus dem Album wurde anschließend Out of Control als dritte Single veröffentlicht. Dieses Stück war fester Bestandteil der Setlist während der Tournee.

## Titelliste
1. Flip the Switch (Mick Jagger/Keith Richards) – 3:28
2. Anybody Seen My Baby? (Mick Jagger/Keith Richards/KD Lang/Ben Mink) – 4:31
3. Low Down (Mick Jagger/Keith Richards) – 4:26
4. Already Over Me (Mick Jagger/Keith Richards) – 5:24
5. Gunface (Mick Jagger/Keith Richards) – 5:02
6. You Don't Have to Mean It (Mick Jagger/Keith Richards) – 3:43
7. Out of Control (Mick Jagger/Keith Richards) – 4:43
8. Saint of Me (Mick Jagger/Keith Richards) – 5:15
9. Might as Well Get Juiced (Mick Jagger/Keith Richards) – 5:23
10. Always Suffering (Mick Jagger/Keith Richards) – 4:44
11. Too Tight (Mick Jagger/Keith Richards) – 3:33
12. Thief in the Night (Mick Jagger/Keith Richards/Pierre de Beauport) – 5:16
13. How Can I Stop (Mick Jagger/Keith Richards) – 6:54

## Besetzung
The Rolling Stones:
- Mick Jagger: Lead-Gesang, Elektrische und Akustische Gitarre, Wah-Wah-Gitarre, Shaker, Harmonika, Tasteninstrumente
- Keith Richards: Elektrische und Akustische Gitarre, Hintergrundgesang, Hände, Lead-Gesang, Tasteninstrumente
- Charlie Watts: Schlagzeug, Hintergrundgesang
- Ronnie Wood: Elektrische und Slide-Gitarre, Dobro, Baritongitarre, Pedal-Steel-Gitarre

Weitere Musiker:
- Waddy Wachtel: Elektrische und Akustische Gitarre, Hintergrundgesang
- Jeff Sarli: Bass, Akustischer Bass
- Jamie Muhoberac: Bass, Tasteninstrumente
- Don Was: Bass, Wurlitzer-Piano, Tasteninstrumente
- Danny Saber: Bass, Tasteninstrumente, Gitarre, Clavinet, „Reality Manipulations“
- Darryl Jones: Bass, Hintergrundgesang
- Meshell Ndegeocello: Bass
- Pierre de Beauport: Bass Six, Fender-Rhodes-Piano, Wurlitzer-Piano
- Doug Wimbish: Bass, Hintergrundgesang
- Jim Keltner: Perkussion, Shaker, Hintergrundgesang
- Benmont Tench: Hammond C-3, Tasteninstrumente, Piano
- Clinton Clifford: Piano, Hammond B-3
- Billy Preston: Hammond B-3
- Joe Sublett: Bariton-Saxophon
- Wayne Shorter: Sopran-Saxophon
- Darrell Leonard: Trompete
- Kenny Aronoff: Eimer
- Bernard Fowler: Hintergrundgesang
- Blondie Chaplin: Hintergrundgesang, Tamburin, Shaker, Maracas, Bass, Piano

Wie oben zu sehen, waren allein neun Bassisten im Einsatz.

## Kommerzieller Erfolg

### Chartplatzierungen
Bridges to Babylon erreichte in Deutschland und Österreich den 1. Platz der Charts und hielt diese Position vier Wochen.
| ChartsChartplatzierungen       | Höchstplatzierung | Wochen |
| ------------------------------ | ----------------- | ------ |
| Deutschland (GfK)              | 1 (54 Wo.)        | 54     |
| Österreich (Ö3)                | 1 (28 Wo.)        | 28     |
| Schweiz (IFPI)                 | 3 (22 Wo.)        | 22     |
| Vereinigte Staaten (Billboard) | 3 (27 Wo.)        | 27     |
| Vereinigtes Königreich (OCC)   | 6 (10 Wo.)        | 10     |

| ChartsJahrescharts (1997) | Platzierung |
| ------------------------- | ----------- |
| Deutschland (GfK)         | 10          |
| Österreich (Ö3)           | 15          |

| ChartsJahrescharts (1998) | Platzierung |
| ------------------------- | ----------- |
| Deutschland (GfK)         | 26          |

### Auszeichnungen für Musikverkäufe
| Land/Region                  | Auszeichnungen für Musikverkäufe (Land/Region, Auszeichnung, Verkäufe) | Verkäufe    |
| ---------------------------- | ---------------------------------------------------------------------- | ----------- |
| Argentinien (CAPIF)          | Platin                                                                 | 60.000      |
| Belgien (BRMA)               | Gold                                                                   | 25.000      |
| Deutschland (BVMI)           | Platin                                                                 | 500.000     |
| Europa (IFPI)                | Platin                                                                 | (1.000.000) |
| Frankreich (SNEP)            | 2× Gold                                                                | 200.000     |
| Japan (RIAJ)                 | Platin                                                                 | 200.000     |
| Kanada (MC)                  | Platin                                                                 | 100.000     |
| Mexiko (AMPROFON)            | Gold                                                                   | 50.000      |
| Niederlande (NVPI)           | Platin                                                                 | 100.000     |
| Norwegen (IFPI)              | Gold                                                                   | 25.000      |
| Österreich (IFPI)            | Platin                                                                 | 50.000      |
| Polen (ZPAV)                 | Gold                                                                   | 50.000      |
| Schweden (IFPI)              | Gold                                                                   | 40.000      |
| Schweiz (IFPI)               | Platin                                                                 | 50.000      |
| Spanien (Promusicae)         | Platin                                                                 | 100.000     |
| Vereinigte Staaten (RIAA)    | Platin                                                                 | 1.000.000   |
| Vereinigtes Königreich (BPI) | Gold                                                                   | 100.000     |
| Insgesamt                    | 8× Gold · 10× Platin ·                                                 | 2.650.000   |

Hauptartikel: The Rolling Stones/Auszeichnungen für Musikverkäufe

## Besonderheiten
Neben den oben beschriebenen Plagiatsvorwürfen war Keith Richards mit 3 Gesangsnummern auf Bridges to Babylon vertreten. Dies ist eine für Rolling-Stones-Alben relativ hohe Anzahl. Einigen veröffentlichten Songs liegen Demo-Aufnahmen aus Sessions von Jagger und Richards zugrunde.
Von der Bridges-To-Babylon-Tournee erschien auch ein Album mit Live-Mitschnitten. Richards ist eigentlich strikt gegen die Veröffentlichung von Liveaufnahmen. Die Konzertmitschnitte waren nach Ansicht der Band jedoch so gut und die sogenannten „Guest-Spots“ so interessant, dass man sich zu einer Veröffentlichung entschloss. Das Live-Album erschien unter dem Titel No Security und die Tour wurde unter diesem Namen um gut 9 Monate verlängert.